# آوتیس آلیکسانیان
آوتیس آوتیسی آلیکسانیان (ارمنی: Ավետիս Ավետիսի Ալիքսանյան؛ زادهٔ ۵ مهٔ ۱۹۱۰ - درگذشته ۲۰ سپتامبر ۱۹۸۴) نویسنده و ویراستار ارمنی‌تبار اهل امپراتوری عثمانی بود.